# Чатучак (рынок)
Чатучак — рынок выходного дня, находится на улице Кампхаенг Пхет 2, района Чатучак, Бангкок, является крупнейшим рынком в Таиланде. Также известный как рынок Джей-джей, он состоит из более 15000 киосков, разделённых на 27 секций. На рынке Чатучак продают множество различных видов товаров, включая растения, антиквариат, бытовую электронику, косметику, домашних животных, продукты питания и напитки, свежие и сухие продукты, керамику, мебель и аксессуары для дома, одежду и книги.
Рынок является самым большим в мире и имеет самый широкий ассортимент среди рынков выходных дней с ежедневным потоком покупателей более 200—300 тысяч человек.

## История
Рынок Чатучак открылся в 1942 году. В 1948 году в рамках политики премьер-министра Плека Пибунсонгкрама было решено, что каждая провинция должна была иметь свой собственный рынок. Бангкок выбрал для организации рынка площадь Санам Луанг. Через несколько месяцев правительству пришлось перевести рынок на Санам Чай Роуд, но в 1958 году рынок вернули на Санам Луанг. В 1978 году правительство начало использовать Санам Луанг в качестве зоны отдыха, поэтому, чтобы создать рынок, Государственные железные дороги Таиланда выделили землю на южной стороне парка Чатучак. К 1983 году все торговцы переехали в Чатучак. В то время рынок назывался Пхахоньйотхин. В 1987 году его переименовали в рынок Чатучак.

## Описание
Рынок Чатучак расположен недалеко от некоторых популярных мест, например, зелёный рынок Джей-джей, станция SkyTrain Мочит, станция метро Парк Чатучак и станция Кампхенг Пхет, парк Чатучак. От рынка можно легко добраться к другим местам на метро. Рынок Чатучак открыт в течение дня.
Часовая башня является отличительной чертой рынка Чатучак. Она была построена в 1987 году совместными усилиями администрации рынка и тайско-китайской ассоциации торговцев по случаю 60-летия короля Пхумипона Адульядета (5 декабря 1987 года).
Исследования показали, что рынок Чатучак является центром незаконной торговли животными. В ходе исследования, проведённого 28—29 марта 2015 года, в 45 магазинах и киосках была обнаружена в продаже 1271 птица 117 видов. Из общего числа девять видов были занесены в Красную книгу как находящиеся под угрозой, и ещё восемь видов, близких к уязвимому положению.

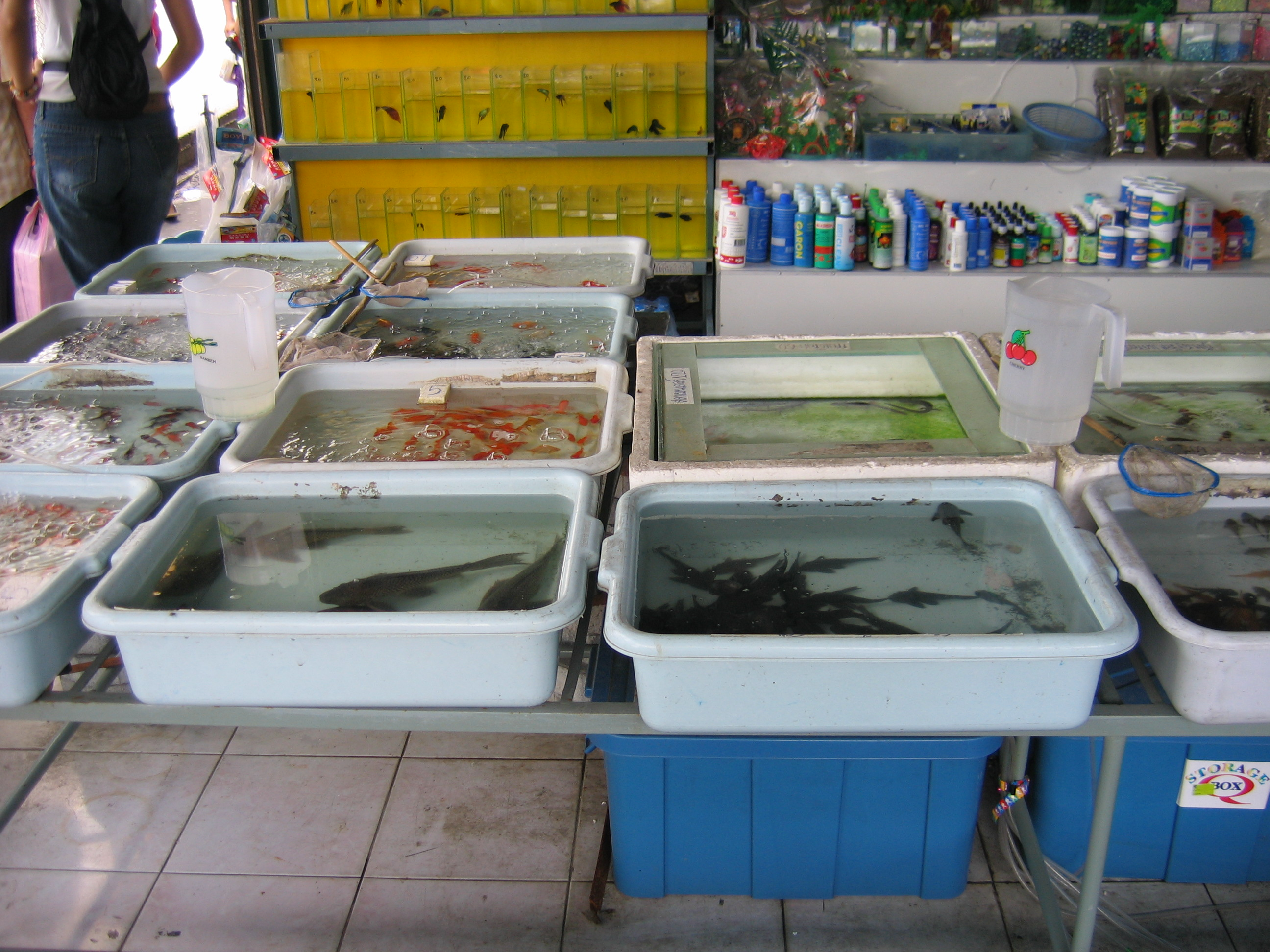
Аквариумные рыбки в живом уголке
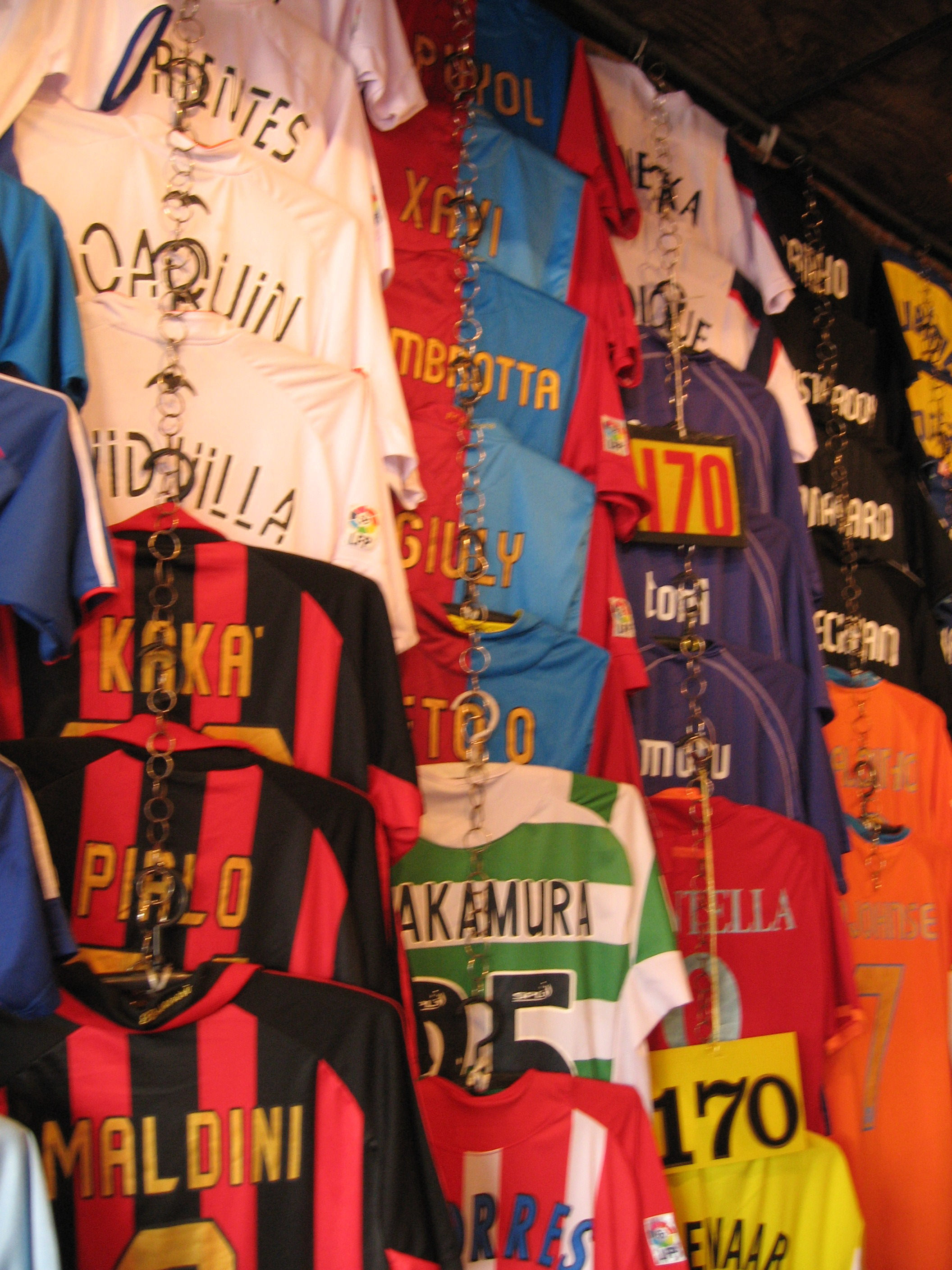
Контрафактные футболки
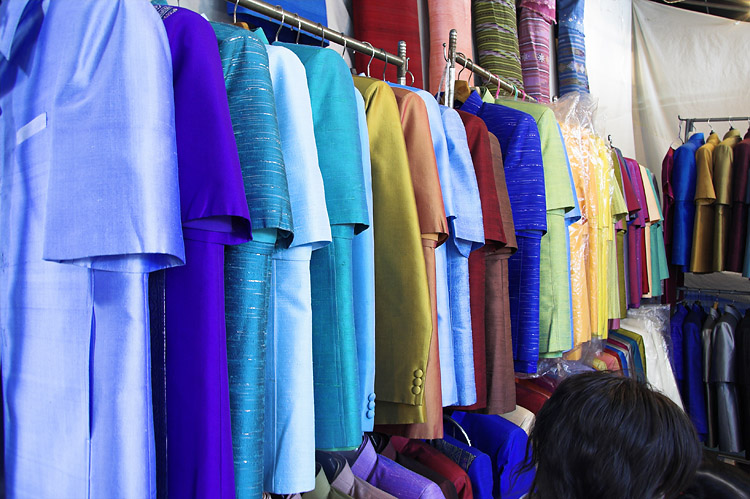
Одежда из шёлка
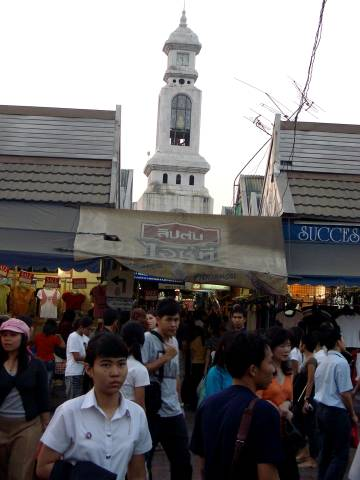
Часовая башня, центр рынка